# یاکوولف یاک-۵۲
Yak-52 (به انگلیسی: Yakovlev_Yak-52) یک هواگرد از نوع Two-seat آموزشی aircraft ساخت شرکت یاکوولف، Aerostar است. هواگرد Yak-52 نخستین پروازش را در ۱۹۷۶ میلادی انجام داد. این هواگرد در سال ۱۹۷۹ میلادی رسماً معرفی گردید و در سال‌های ۱۹۷۸–۱۹۹۸ تولید شده‌است.